# Lijst van nummer 1-hits in de Single Top 100
Dit is een lijst van hits die op nummer 1 in de Nederlandse Single Top 100 hebben gestaan vanaf 24 mei 1969 tot heden. Deze lijst is gerangschikt naar uitvoerend artiest.

## 0-9
10cc 
- 4 weken: Dreadlock Holiday

112 
- 9 weken: I'll Be Missing You (met Puff Daddy  & Faith Evans )

2 Brothers on the 4th Floor 
- 3 weken: Dreams (Will Come Alive)

2 Live Crew 
- 3 weken: Me So Horny

2Pac 
- 3 weken: Changes

2 Unlimited 
- 2 weken: Twilight Zone
- 6 (1 & 5) weken: No Limit
- 2 weken: The Real Thing

3JS 
- 1 week: Wat is dromen (met Ellen ten Damme )
- 2 (1 & 1) weken: Je vecht nooit alleen / Never Alone

4 Non Blondes 
- 10 weken: What's Up?

## A
ABBA 
- 2 weken: Waterloo
- 3 weken: Fernando
- 7 weken: Dancing Queen
- 2 weken: Money, Money, Money
- 1 week: Chiquitita
- 1 week: I Have a Dream
- 5 weken: The Winner Takes It All
- 1 week: Super Trouper
- 1 week: One of Us
- 1 week: Head over Heels

Abel 
- 6 weken: Onderweg

Adele 
- 1 week: Make You Feel My Love
- 4 (1 & 1 & 1 & 1) weken: Rolling in the Deep
- 1 week: Set Fire to the Rain
- 3 (2 & 1) weken: Skyfall
- 2 weken: Hello

Adventures of Stevie V 
- 2 weken: Dirty cash (Money talks)

a-ha 
- 1 week: Take on Me

Akon 
- 1 week: Lonely

Alexander Curly 
- 3 weken: I'll Never Drink Again
- 3 weken: Guus

Alexis Jordan 
- 6 (1 & 2 & 3) weken: Happiness

Ali B 
- 3 (1 & 2) weken: Wat zou je doen (met Marco Borsato )
- 1 week: Muziek (met Marco Borsato  & Bag2Bank )

Alicia Keys 
- 5 weken: Fallin'

All-4-One 
- 2 weken: I swear

Amy Macdonald 
- 5 (4 & 1) weken: This Is the Life

Amy Winehouse 
- 6 weken: Valerie (met Mark Ronson )

Andrea Bocelli 
- 5 weken: Because We Believe (met Marco Borsato )

André Hazes 
- 1 week: Eenzame Kerst
- 1 week: Diep in mijn hart
- 2 weken: Ik meen 't
- 3 weken: Wij ♥ Oranje (met Het Nederlands Elftal )
- 3 weken: Zij gelooft in mij
- 12 weken (9 & 1 & 1 & 1) Blijf bij mij (met Gerard Joling )
- 2 weken: Bedankt mijn vriend (met André Hazes jr. )

André Hazes jr. 
- 2 weken: Bedankt mijn vriend (met André Hazes )

André van Duin 
- 3 weken: Willempie
- 1 week: 'k Heb hele grote bloemkoole (als Meneer de Bok)
- 4 weken: Nederland, die heeft de bal (met Het Nederlands Elftal )
- 5 weken: Bim bam / Als je huilt
- 3 weken: Pizza lied (Effe wachte...)
- 1 week: De balletjes van de koningin

Angelique 
- 1 week: Een beetje geld voor een beetje liefde

Anita Meyer 
- 2 weken: The Alternative Way
- 7 weken: Why Tell Me, Why

Anouk 
- 1 week: Three Days in a Row
- 2 weken: Birds

Aphrodite's Child 
- 1 week: I Want to Live

Aretha Franklin 
- 1 week: Spanish Harlem
- 2 weken: I Knew You Were Waiting (for Me) (met George Michael )

Art Garfunkel 
- 6 weken: Bright Eyes

Artiesten voor Azië 
- 4 weken: Als je iets kan doen

Asaf Avidan 
- 3 (1 & 2) weken: One Day / Reckoning Song (Wankelmut Rmx)

Atomic Kitten 
- 1 week: Whole Again

Avicii 
- 11 (8 & 2 & 1) weken: Wake Me Up

## B
Baccara 
- 3 weken: Yes Sir, I Can Boogie
- 1 week: Sorry, I'm a Lady

Backstreet Boys 
- 1 week: I Want It That Way

Bag2Bank 
- 1 week: Muziek (met Marco Borsato  & Ali B )

Baltimora 
- 1 week: Tarzan Boy

Band Aid 
- 4 weken: Do They Know It's Christmas?

The Bangles 
- 3 weken: Walk Like an Egyptian
- 7 weken: Eternal Flame

Barbra Streisand 
- 7 weken: Woman in Love

Barry & Eileen 
- 3 weken: If You Go

The Beatles 
- 4 weken: The Ballad of John and Yoko
- 1 week: Let It Be

Bee Gees 
- 3 weken: Don't Forget to Remember

Benny Neyman 
- 2 weken: Waarom fluister ik je naam nog

Ben Saunders 
- 1 week: If You Don't Know Me by Now
- 1 week: When a Man Loves a Woman
- 1 week: Kill for a Broken Heart

Berdien Stenberg 
- 1 week: Rondo russo

Beyoncé 
- 1 week: Beautiful Liar (met Shakira )

Big Ali 
- 5 weken: Vem dançar kuduro (met Lucenzo )

Bill Medley 
- 7 weken: (I've Had) The Time of My Life (met Jennifer Warnes )

Billy Crawford 
- 2 weken: Trackin'

Billy Joel 
- 4 weken: Goodnight Saigon

Billy Ocean 
- 5 weken: When the Going Gets Tough, the Tough Get Going

Billy Swan 
- 3 weken: I Can Help

Birdy 
- 1 week: Skinny Love

Bitty McLean 
- 2 weken: It Keeps Rainin' (Tears from My Eyes)

The Black Eyed Peas 
- 1 week: Where Is the Love?

BLØF 
- 4 weken: Holiday in Spain (met Counting Crows )
- 1 week: Aanzoek zonder ringen (met Kodō )
- 1 week: Alles is liefde
- 1 week: Oktober

Blondie 
- 6 weken: Denis

Blue 
- 4 weken: Sorry Seems to Be the Hardest Word (met Elton John )

Boer Koekoek 
- 1 week: Den Uyl is in den olie (met Vader Abraham )

Bomfunk MC's 
- 6 weken: Freestyler

Boney M. 
- 2 weken: Sunny
- 6 weken: Ma Baker
- 11 weken: Rivers of Babylon / Brown Girl in the Ring
- 3 weken: Hooray! Hooray! It's a Holi-Holiday

Bon Jovi 
- 3 weken: It's My Life

Borgeous 
- 1 week: Tsunami (met DVBBS )

Boris 
- 4 weken: When You Think of Me

Boys Town Gang 
- 4 weken: Can't Take My Eyes Off You

Boyz II Men 
- 3 weken: End of the Road

Boyzone 
- 7 weken: No Matter What

Brainpower 
- 4 weken: Dansplaat

Brandy 
- 2 weken: The Boy Is Mine (met Monica )

Brian May 
- 2 weken: Too Much Love Will Kill You

Britney Spears 
- 6 weken: ...Baby One More Time
- 2 weken: Sometimes
- 1 week: Oops!... I Did It Again
- 5 weken: Scream & Shout (met will.i.am )

Bronski Beat 
- 1 week: Smalltown Boy

Brotherhood of Man 
- 2 weken: Save Your Kisses for Me

Bruce Springsteen 
- 3 (2 & 1) weken: I'm on Fire

Bruno Mars 
- 1 week: Just the Way You Are

Bryan Adams 
- 12 weken: (Everything I Do) I Do It for You

Bucks Fizz 
- 3 weken: Making Your Mind Up

BZN 
- 2 weken: Mon amour

## C
C & C Music Factory 
- 1 week: Gonna Make You Sweat (Everybody Dance Now) (met Freedom Williams )

Candy Dulfer 
- 4 weken: Lily Was Here (met David A. Stewart )

Candyman 
- 2 weken: Knockin' Boots

Cappella 
- 3 weken: Move On baby

Captain & Tennille 
- 1 week: Do That to Me One More Time

Captain Jack 
- 4 weken: Captain Jack
- 4 weken: Drill Instructor

Carl Douglas 
- 7 weken: Kung Fu Fighting

Caro Emerald 
- 1 week: A Night Like This

The Cats 
- 6 weken: Marian
- 4 weken: Where Have I Been Wrong
- 3 weken: Be My Day

Céline Dion 
- 4 weken: Think Twice
- 11 weken: My Heart Will Go On

Champaign 
- 7 (5 & 2) weken: How 'Bout Us

Cheap Trick 
- 3 weken: I Want You to Want Me

Chelc-D 
- 1 week: Give (Extrema Outdoor theme 2009) (met G-Lontra  & Rockz )

Cher 
- 2 weken: Believe

Cheyenne Toney 
- 1 week: Formidable

Chicago 
- 2 weken: If You Leave Me Now

Chi Coltrane 
- 2 weken: Go like Elijah

Ch!pz 
- 4 weken: Ch!pz in Black (Who You Gonna Call?)
- 3 weken: Cowboy
- 5 weken: 1001 Arabian Nights
- 4 weken: One, Two, Three
- 3 weken: Carnival

Chris Hordijk 
- 1 week: Time After Time

Cidinho & Doca 
- 3 weken: Rap das armas

City to City 
- 5 weken: The Road Ahead (Miles of the Unknown)

Clean Bandit 
- 8 (3 & 3 & 2) weken: Rather Be (met Jess Glynne )

Cliff Richard 
- 4 weken: Power to All Our Friends
- 4 weken: Living Doll (met The Young Ones )

Climie Fisher 
- 1 week: Rise to the Occasion (hip hop mix)

Clouseau 
- 1 week: Passie

Coldplay 
- 6 weken: Talk
- 1 week: Every Teardrop Is a Waterfall

Commodores 
- 2 weken: Nightshift

The Common Linnets 
- 4 (1 & 2 & 1) weken: Calm After the Storm

The Communards 
- 8 weken: Don't Leave Me This Way

Coole Piet 
- 1 week: De streken van tante Toets
- 2 weken: Paniek in de confettifabriek

Coolio 
- 6 weken: Gangsta's Paradise (met L.V. )

Counting Crows 
- 4 weken: Holiday in Spain (met BLØF )

Creedence Clearwater Revival 
- 3 weken: Who'll Stop the Rain
- 2 weken: Up Around the Bend

Crystal Waters 
- 2 weken Gypsy Woman (La Da Dee La Da Da)

Culture Beat 
- 2 weken: Mr. Vain

Culture Club 
- 1 week: Karma Chameleon

## D
Damaru 
- 7 (4 & 1 & 2) weken: Mi rowsu (Tuintje in mijn hart) (met Jan Smit )

Danny de Munk 
- 4 weken: Ik voel me zo verdomd alleen...

Danny Mirror 
- 2 weken: I Remember Elvis Presley

Dave & Ansil Collins 
- 3 weken: Double Barrel

David A. Stewart 
- 4 weken: Lily Was Here (met Candy Dulfer )

David Bowie 
- 3 weken: Under Pressure (met Queen )
- 2 weken: Let's Dance
- 3 weken: Dancing in the Street (met Mick Jagger )
- 2 weken: Tonight (Live) (met Tina Turner )

Dawn 
- 2 weken: Tie a Yellow Ribbon Round the Ole Oak Tree

Day Ewbank 
- 1 week: Samen voor altijd (met Marco Borsato , Jada Borsato , Willem Frederiks , Lange Frans  & John Ewbank)

D.C. Lewis 
- 4 weken: Mijn gebed

DCUP 
- 7 weken: We No Speak Americano (met Yolanda Be Cool )

Dean Saunders 
- 1 week: You and I Both

Def Rhymz 
- 3 weken: Puf / Schudden

De La Soul 
- 2 weken: Me Myself and I

Demis Roussos 
- 3 weken: My Reason
- 2 weken: My Friend the Wind
- 3 weken: Schönes Mädchen aus Arcadia

Desmond Dekker and the Aces 
- 2 weken: Israelites

Des'ree 
- 6 weken: Life

Diana Ross 
- 5 weken: A Brand New Day (met The Wiz Stars  & Michael Jackson )
- 1 week: Why Do Fools Fall in Love

Dillinger 
- 3 weken: Cokane in My Brain

Dinand Woesthoff 
- 3 weken: Dreamer (Gussie's Song)

Dire Straits 
- 5 weken: Private Investigations

DJ Snake 
- 2 weken: Lean On (met Major Lazer  & MØ )

Do 
- 3 weken: Voorbij (met Marco Borsato )
- 1 week: Hij gelooft in mij

Doe Maar 
- 4 weken: De bom
- 3 weken: Pa

DÖF (Tauchen Prokopetz)  
- 3 weken: Codo ... düse im Sauseschritt

Dolly Parton 
- 4 weken: You Are

Don McLean 
- 2 weken: Crying

Donna Summer 
- 2 weken: I Feel Love

Don Mercedes 
- 2 weken: Rocky

Don Omar 
- 5 weken: Danza kuduro (met Lucenzo )

Double You 
- 5 weken: Please Don't Go

Dragonette 
- 3 weken: Hello (met Martin Solveig )

Dr. Alban 
- 5 weken: It's My Life

Dries Roelvink 
- 2 weken: Alleen door jou

Drukwerk 
- 5 weken: Je loog tegen mij

Duck Sauce 
- 3 weken: Barbra Streisand

Duffy 
- 2 (1 & 1) weken: Mercy

Duran Duran 
- 5 weken: The Reflex

DVBBS 
- 1 week: Tsunami (met Borgeous )

## E
Eamon 
- 2 weken: Fuck It (I Don't Want You Back)

Earth & Fire 
- 3 weken: Memories
- 7 (6 & 1) weken: Weekend

Eddy Grant 
- 6 weken: Gimme Hope Jo'anna

Ed Sheeran 
- 6 (4 & 2) weken: Thinking Out Loud

The Edwin Hawkins Singers 
- 2 weken: Oh, Happy Day
- 2 weken: Lay Down (Candles in the Rain) (met Melanie )

Eiffel 65 
- 2 weken: Blue (Da Ba Dee)

Ekseption 
- 2 weken: Air

Electric Light Orchestra 
- 5 weken: Xanadu (met Olivia Newton-John )

Ellen Foley 
- 1 week: We Belong to the Night

Ellen ten Damme 
- 1 week: Wat is dromen (met 3JS )

Elton John 
- 9 weken: Nikita
- 5 weken: Don't Let the Sun Go Down on Me (met George Michael )
- 7 weken: Something About the Way You Look Tonight / Candle in the Wind 1997
- 4 weken: Sorry Seems to Be the Hardest Word (met Blue )

Elvis 
- 5 weken: A Little Less Conversation (met JXL )

Emilia 
- 2 weken: Big Big World

Enigma 
- 1 week: Sadeness (Part I)

Enrique Iglesias 
- 7 weken: El perdón (met Nicky Jam )

Eminem 
- 2 weken: Without Me
- 5 weken: Lose Yourself

Enya 
- 2 weken: Orinoco Flow (Sail Away)

Europe 
- 6 weken: The Final Countdown

Extreme 
- 2 weken: More Than Words

## F
Faith Evans 
- 9 weken: I'll Be Missing You (met Puff Daddy  & 112 )

Falco 
- 4 weken: Jeanny Part I

Fleetwood Mac 
- 4 weken: Oh Well (Part 1)
- 1 week: Albatross
- 3 weken: Go Your Own Way

Fluitsma & Van Tijn 
- 2 weken: 15 miljoen mensen

Fortuna & Satenig 
- 2 weken: O fortuna

Frank Duval & Orchestra 
- 1 week: Angel of Mine

Frankie Goes to Hollywood 
- 5 (3 & 2) weken: Two Tribes

Frans Bauer 
- 4 weken: De regenboog (met Marianne Weber )
- 7 weken: Heb je even voor mij
- 1 week: Als ik met jou op de wolken zweef (met Marianne Weber )

Frans Duijts 
- 1 week: Morgen is pas morgen

Freddy Breck 
- 2 weken: Rote Rosen

Freedom Williams 
- 1 week: Gonna Make You Sweat (Everybody Dance Now) (met C & C Music Factory )

Fugees 
- 7 weken: Killing Me Softly

## G
Gabriella Cilmi 
- 2 weken: Sweet About Me

Gareth Gates 
- 3 weken: Anyone of Us (Stupid Mistake)

Gary Fomdeck 
- 1 week: I'll Be There This Christmas

Genesis 
- 2 weken: I Can't Dance

George Baker Selection 
- 3 weken: Sing a Song of Love
- 4 weken: Paloma Blanca
- 1 week: Morning Sky

George Harrison 
- 5 weken: My Sweet Lord

George McCrae 
- 8 weken: Rock Your Baby

George Michael 
- 7 weken: Careless Whisper
- 2 weken: I Knew You Were Waiting (for Me) (met Aretha Franklin )
- 1 week: I Want Your Sex
- 5 weken: Faith
- 5 weken: Don't Let the Sun Go Down on Me (met Elton John )

Gerard Cox 
- 7 (3 & 4) weken: 't Is weer voorbij, die mooie zomer

Gerard Joling 
- 2 weken: Ticket to the Tropics
- 6 weken: No More Bolero's
- 2 weken: Maak me gek
- 12 weken (9 & 1 & 1 & 1) Blijf bij mij (met André Hazes )
- 2 weken: Ik hou d'r zo van
- 1 week: Laat me alleen (met Rita Hovink )
- 1 week: Engel van mijn hart
- 3 weken: Ik leef mijn droom
- 4 (2 & 2) weken: Echte vrienden (met Jan Smit )
- 2 weken: De nacht voorbij
- 1 week: Mijn liefde (met Jandino )
- 2 (1 & 1) weken: Rio

Gers Pardoel 
- 2 weken: Broodje bakpao (als Gers, met The Opposites  & Sef )
- 5 (3 & 2) weken: Ik neem je mee

Gibson Brothers 
- 1 week: Non-stop Dance
- 1 week: Que sera mi vida (If you should go)

Gigi d'Agostino 
- 4 weken: L'amour toujours

Gilbert O'Sullivan 
- 5 weken: Nothing Rhymed

Glennis Grace 
- 2 weken: Afscheid

Glenn Medeiros 
- 7 weken: Nothing's Gonna Change My Love for You

G-Lontra 
- 1 week: Give (Extrema Outdoor theme 2009) (met Rockz  & Chelc-D )

Gloria Estefan 
- 3 weken: Can't Stay Away from You (met Miami Sound Machine )

Het Goede Doel 
- 1 week: Alles kan een mens gelukkig maken (met René Froger )

Golden Earring 
- 5 weken: Back Home
- 4 weken: Radar Love
- 4 weken: When the Lady Smiles

Gompie 
- 4 weken: Alice, Who the X Is Alice? (Living Next Door to Alice)

Goombay Dance Band 
- 4 weken: Sun of Jamaica

Gordon 
- 4 weken: Kon ik maar even bij je zijn
- 3 weken: Kom eens dichterbij

Gotye 
- 4 (2 & 2) weken: Somebody That I Used to Know (met Kimbra )

Green Day 
- 2 weken: The Saints Are Coming (met U2 )

Guillermo & Tropical Danny 
- 5 weken: Toppertje!

Guns N' Roses 
- 4 wken: Knockin' on Heaven's Door

Guru Josh Project 
- 1 week: Infinity 2008

Gusttavo Lima 
- 8 (3 & 5) weken: Balada

Guus Meeuwis 
- 8 (6 & 2) weken: Het is een nacht... (Levensecht) (als Guus Meeuwis & Vagant)
- 5 weken: Per spoor (Kedeng kedeng) (als Guus Meeuwis & Vagant)
- 8 (5 & 1 & 2) weken: Geef mij je angst
- 2 weken: Tranen gelachen
- 1 week: Proosten
- 3 (1 & 2) weken: Schouder aan schouder (met Marco Borsato )
- 1 week: Armen open

Guys 'n' Dolls 
- 4 weken: You're My World

## H
Haddaway 
- 6 weken: What Is Love

Hakkûhbar 
- 3 weken: Gabbertje

Hans Kraay jr. 
- 1 week: Er zal d'r altijd eentje winnen (met Supporters United )

Han van Eijk 
- 1 week: Leef (Big Brother tune)

Herman Brood 
- 3 weken: My Way

Hermes House Band 
- 2 weken: I Will Survive (La La La)

Hero 
- 6 (5 & 1) weken: Toen ik je zag

Höllenboer 
- 4 weken: Het busje komt zo

The Hollies 
- 1 week: The Air That I Breathe

Hydra 
- 3 weken: Marietje (want in het bos daar zijn de jagers)

## I
Ilse DeLange 
- 1 week: So Incredible

Inner Circle 
- 4 weken: Sweat (A La La La La Long)

Irene Cara 
- 2 weken: Fame

Irene Moors 
- 7 weken: No Limit (met De Smurfen )

Isabella 
- 1 week: Ik ben je prooi (uit Utopia) (met Wolter Kroes )

Ivan Heylen 
- 5 weken: De wilde boerndochtere

## J
Jaap 
- 1 week: Don't Stop Believin'

Jackie Wilson 
- 3 weken: Reet Petite

Jacques Herb 
- 2 weken: Manuela (met De Riwi's )

Jada Borsato 
- 1 week: Samen voor altijd (met Marco Borsato , Willem Frederiks , Lange Frans , Day Ewbank  & John Ewbank)

Jamai 
- 7 weken: Step Right Up

James Blunt 
- 4 weken: You're Beautiful

Jandino 
- 1 week: Mijn liefde (met Gerard Joling )

Janet Jackson 
- 2 weken: Together Again

Jan Hammer 
- 5 weken: Crockett's Theme

Jannes 
- 1 week: Laat de zon maar schijnen / Zie die ster

Jan Smit 
- 5 weken: Ik zing dit lied voor jou alleen (als Jantje Smit)
- 1 week Laura
- 6 weken: Als de morgen is gekomen
- 4 weken: Cupido
- 1 week: Op weg naar geluk
- 3 weken: Dan volg je haar benen / Calypso (met John Denver )
- 2 weken: Stilte in de storm
- 1 week: Als je lacht
- 4 weken: Je naam in de sterren
- 7 (4 & 1 & 2) weken: Mi rowsu (Tuintje in mijn hart) (met Damaru )
- 4 weken: Leef nu het kan
- 1 week: Zie wel hoe ik thuis kom
- 1 week: Niemand zo trots als wij
- 1 week: Hou je dan nog steeds van mij
- 4 (2 & 2) weken: Echte vrienden (met Gerard Joling )
- 1 week: Altijd daar
- 2 (1 & 1) weken: Sla je armen om me heen (met Roos van Erkel )
- 1 week: Hoop, liefde en vertrouwen
- 1 week: Nederland wordt kampioen! (met Johnny de Mol )
- 1 week: Jij & ik
- 1 week: Handen omhoog (met Kraantje Pappie )
- 1 week: Recht uit m'n hart

Jan Wayne 
- 1 week: Because the Night

Jason Nevins 
- 4 weken: It's Like That (met Run-D.M.C. )

Jay & the Americans 
- 1 week: Cara Mia

Jeckyll & Hyde 
- 2 weken: Freefall

Jennifer Lopez 
- 2 weken: Love Don't Cost a Thing

Jennifer Warnes 
- 7 weken: (I've Had) The Time of My Life (met Bill Medley )

Jermaine Jackson 
- 4 weken: When the Rain Begins to Fall (met Pia Zadora )

Jeroen van der Boom 
- 2 (1 & 1) weken: Jij bent zo
- 1 week: Eén wereld
- 1 week: Het is over
- 1 week: Weer geloven
- 1 week: Niemand anders

Jesse Green 
- 1 week: Nice and Slow

Jess Glynne 
- 8 (3 & 3 & 2) weken: Rather Be (met Clean Bandit )

De Jeugd van Tegenwoordig 
- 3 weken: Watskeburt?!

Jim 
- 4 weken: Tell Her
- 2 weken: This Love Is Real

Jim Gilstrap 
- 1 week: Swing Your Daddy

Jive Bunny & The Mastermixers 
- 1 week: Swing the Mood

Joan Franka 
- 1 week: You and Me

Joan Jett and the Blackhearts 
- 1 week: I Love Rock'n Roll

Jody Bernal 
- 15 weken: Que sí, que no

Joey Dyser 
- 3 weken: 100 Years

Johan & de Groothandel 
- 3 weken: As Dick me hullep nodig heb

John Denver 
- 3 weken: Calypso (met Jan Smit )

John Ewbank 
- 1 week: Samen voor altijd (met Marco Borsato , Jada Borsato , Willem Frederiks , Lange Frans  & Day Ewbank)

John Legend 
- 6 (1 & 5) weken: All of Me

John Miles 
- 1 week: Music

Johnny de Mol 
- 1 week: Nederland wordt kampioen! (met Jan Smit )

Johnny & Orquesta Rodrigues 
- 3 weken: Hey mal yo

John Ryan 
- 5 weken: Fireball (met Pitbull )

John Travolta 
- 8 weken: You're the One That I Want (met Olivia Newton-John )
- 1 week: Summer Nights (met Olivia Newton-John )

Jop 
- 4 weken: Jij bent de zon

Jordy van Loon 
- 1 week: Verliefdheid

José Feliciano 
- 1 week: Che sarà

Juicy J 
- 1 week: Dark Horse (met Katy Perry )

Julia van der Toorn 
- 1 week: Oops!... I Did It Again

Julie Covington 
- 4 weken: Don't Cry for Me Argentina

Julien Clerc 
- 2 weken: This Melody

Julio Iglesias 
- 1 week: Un canto a Galicia
- 3 weken: Quiéreme mucho

June Lodge 
- 4 (2 & 2) weken: Someone Loves You Honey (met Prince Mohammed )

JXL 
- 5 weken: A Little Less Conversation (met Elvis )

Jurk! 
- 1 week: Zou zo graag

Justin 
- 3 (1 & 1 & 1) weken: 4 Minutes (met Madonna )

Justin Bieber 
- 8 weken: What Do You Mean?

## K
K3 
- 1 week: Toveren
- 4 weken: Kuma he
- 6 weken: MaMaSé!

Kamahl 
- 5 weken: The Elephant Song

Kane 
- 1 week: Something to Say
- 2 weken: Fearless
- 1 week: No Surrender

Kaoma 
- 4 weken: Lambada

De Kapotte Kontjes 
- 2 weken: Lauwe pis (met Theo Maassen )

Katy Perry 
- 1 week: Dark Horse (met Juicy J )

KC & the Sunshine Band 
- 4 weken: That's the Way (I Like It)

K-Ci & JoJo 
- 4 weken: All My Life

Keizer 
- 1 week: Kijk me na (met de Munnik )

Kelly Clarkson 
- 1 week: Because of You

The Kelly Family 
- 1 week: David's Song (Who'll Come with Me)
- 5 weken: I Can't Help Myself (I Love You, I Want You)

Kelly Rowland 
- 6 weken: Dilemma (met Nelly )

Kenny B 
- 9 weken: Parijs

Las Ketchup 
- 10 weken: The Ketchup Song (Aserejé)

Kid Rock 
- 2 weken: All Summer Long

Kiesza 
- 2 weken: Hideaway

Kimbra 
- 4 (2 & 2) weken: Somebody That I Used to Know (met Gotye )

Kim Wilde 
- 4 weken: Anyplace, Anywhere, Anytime (met Nena )

The Kinks 
- 5 weken: Lola
- 5 weken: Lola (Live)

Kiss 
- 8 weken: I Was Made for Lovin' You

Klangkarussell 
- 2 weken: Sonnentanz

The KLF 
- 1 week: Last Train to Trancentral

Kodō 
- 1 week: Aanzoek zonder ringen (met BLØF )

Kraantje Pappie 
- 1 week: Handen omhoog (met Jan Smit )

Kus 
- 1 week: Lekker ding

Kylie Minogue 
- 5 weken: Can't Get You Out of My Head

## L
Lady Gaga 
- 3 (2 & 1) weken: Poker Face
- 1 week: Born This Way

Lange Frans 
- 1 week: Zing voor me (met Thé Lau )
- 1 week: Samen voor altijd (met Marco Borsato , Jada Borsato , Willem Frederiks , Day Ewbank  & John Ewbank)

Lange Frans & Baas B 
- 2 weken: Zinloos (met Ninthe )
- 4 (3 & 1) weken: Het land van...

L.A. Style 
- 2 weken: James Brown Is Dead

LeAnn Rimes 
- 3 weken: Can't Fight the Moonlight

Leona Lewis 
- 1 week: Bleeding Love

Leona Philippo 
- 1 week: Could You Be Loved

The Les Humphries Singers 
- 4 weken: To My Father's House

Lil' Jon 
- 4 weken: Yeah! (met Usher  & Ludacris )

Lil' Kleine 
- 4 weken: Drank & drugs (met Ronnie Flex )

Lil Louis 
- 2 weken: French Kiss

Lilly Wood & The Prick 
- 6 weken: Prayer in C (Robin Schulz remix) (met Robin Schulz )

Linda, Roos & Jessica 
- 7 weken: Ademnood

Lionel Richie 
- 2 weken: All Night Long (All Night)
- 3 weken: Hello
- 1 week: Say You, Say Me
- 2 weken: My Destiny

Lipps, Inc. 
- 4 weken: Funkytown

Lisa 
- 10 weken: Hallelujah

Lisa "Left Eye" Lopes 
- 1 week: Never Be the Same Again (met Melanie C )

Lisa Stansfield 
- 1 week: All Around the World

Lobo 
- 3 weken: The Caribbean Disco Show

Londonbeat 
- 3 weken: I've Been Thinking About You

Long Tall Ernie & The Shakers 
- 4 weken: Do You Remember

Los del Río 
- 4 weken: Macarena

Lou Bega 
- 7 weken: Mambo No. 5 (A Little Bit of...)

Lucenzo 
- 5 weken: Vem dançar kuduro (met Big Ali ) / Danza kuduro (met Don Omar )

Lucie Silvas 
- 4 weken: Everytime I Think of You (met Marco Borsato )

Ludacris 
- 4 weken: Yeah! (met Usher  & Lil' Jon )

Lumidee 
- 2 weken: Never Leave You (Uh Oooh, Uh Oooh)

Luv' 
- 5 weken: You're the Greatest Lover
- 2 weken: Trojan Horse

L.V. 
- 6 weken: Gangsta's Paradise (met Coolio )

Lynsey de Paul 
- 5 weken: Sugar Me

## M
Maaike Ouboter 
- 4 (3 & 1) weken: Dat ik je mis

Mac & Katie Kissoon 
- 1 week: Sing Along

Macklemore 
- 1 week: Thrift Shop (met Ryan Lewis  & Wanz )

Madcon 
- 1 week: Beggin'

Madonna 
- 3 weken: Into the Groove
- 1 week: Papa Don't Preach
- 3 weken: Like a Prayer
- 4 (3 & 1) weken: Hung Up
- 3 (1 & 1 & 1) weken: 4 Minutes (met Justin )

The Mad Stuntman 
- 4 weken: I Like to Move It (met Reel 2 Real )

Maggie Reilly 
- 4 weken: Moonlight Shadow (met Mike Oldfield )

Major Lazer 
- 2 weken: Lean On (met DJ Snake  & MØ )

The Manhattans 
- 2 weken: Kiss and Say Goodbye

Marco Borsato 
- 13 weken: Dromen zijn bedrog
- 1 week: Waarom nou jij
- 4 weken: De bestemming
- 2 weken: Binnen
- 4 weken: Lopen op het water (als Marco, met Sita )
- 3 weken: Afscheid nemen bestaat niet
- 3 weken: Voorbij (met Do )
- 3 (1 & 2) weken: Wat zou je doen (met Ali B )
- 5 weken: Because We Believe (met Andrea Bocelli )
- 11 weken: Rood
- 4 weken: Everytime I Think of You (met Lucie Silvas )
- 2 weken: Wit licht
- 3 (1 & 2) weken: Stop de tijd
- 6 (4 & 2) weken: Dochters
- 3 (1 & 2) weken: Schouder aan schouder (met Guus Meeuwis )
- 1 week: Waterkant
- 1 week: Muziek (met Bag2Bank  & Ali B )
- 2 weken: Ik zou het zo weer overdoen (met Trijntje Oosterhuis )
- 1 week: Samen voor altijd (met Jada Borsato , Willem Frederiks , Lange Frans , Day Ewbank  & John Ewbank)

Margaret Singana 
- 4 weken: We Are Growing (Shaka Zulu)

Mariah Carey 
- 3 weken: I'll Be There (Unplugged)
- 5 weken: Without You
- 15 weken: All I Want For Christmas Is You

Maria McKee 
- 1 week: Show Me Heaven

Marianne Weber 
- 4 weken: De regenboog (met Frans Bauer )
- 1 week: Als ik met jou op de wolken zweef (met Frans Bauer )

Mark Ronson 
- 6 weken: Valerie (met Amy Winehouse )

Martin Solveig 
- 3 weken: Hello (met Dragonette )

Ma$e 
- 2 weken: Mo Money Mo Problems (met The Notorious B.I.G.  & Puff Daddy )

Massada 
- 2 weken: Sajang é

Matthias Reim 
- 6 weken: Verdammt, ich lieb' Dich

Maywood 
- 1 week: Late at Night

MC Hammer 
- 5 weken: U Can't Touch This

M:ck 
- 1 week: Born Again (Balearic soul mix) (met Ricky L )

Michel Teló 
- 7 (2 & 5) weken: Ai se eu te pego!

M.C. Miker 'G' & Deejay Sven 
- 6 weken: Holiday Rap

Meat Loaf 
- 5 weken: Paradise by the Dashboard Light
- 6 weken: I'd Do Anything for Love (But I Won't Do That)

Melanie 
- 2 weken: Lay Down (Candles in the Rain) (met The Edwin Hawkins Singers )

Melanie C 
- 1 week: Never Be the Same Again (met Lisa "Left Eye" Lopes )

Mel & Kim 
- 4 weken: Showing Out (Get Fresh at the Weekend)
- 3 weken: Respectable

Men2B 
- 1 week: Bigger Than That

Het Metropole Orkest 
- 1 week: Wereldwijd orkest (met Vince Mendoza  & diverse artiesten )

Miami Sound Machine 
- 3 weken: Can't Stay Away from You (met Gloria Estefan )

Michael Jackson 
- 5 weken: A Brand New Day (met The Wiz Stars  & Diana Ross )
- 3 weken: Beat It
- 4 weken: I Just Can't Stop Loving You (met Siedah Garrett )
- 2 weken: Bad
- 1 week: Smooth Criminal

Michael McDonald 
- 1 week: On My Own (met Patti LaBelle )

Mick Jagger 
- 1 week: (You Gotta Walk) Don't Look Back (met Peter Tosh )
- 3 weken: Dancing in the Street (met David Bowie )

Middle of the Road 
- 5 (2 & 3) weken: Soley Soley
- 5 (3 & 2) weken: Sacramento
- 2 weken: Samson and Delilah / The Talk of All the U.S.A.
- 1 week: Yellow Boomerang

Miggy 
- 1 week: Annie

Mika 
- 5 (2 & 2 & 1) weken: Relax, Take It Easy

Mike Oldfield 
- 4 weken: Moonlight Shadow (met Maggie Reilly )

Milli Vanilli 
- 5 weken: Girl I'm Gonna Miss You

Milow 
- 1 week: Ayo Technology

Mixed Emotions 
- 2 weken: You Want Love (Maria, Maria...)

Moments 
- 3 weken: Girls (met Whatnauts )

Monica 
- 2 weken: The Boy Is Mine (met Brandy )

The Moody Blues 
- 2 weken: Question

Mort Shuman 
- 4 weken: Le Lac Majeur

Mory Kanté 
- 1 week: Yé ké yé ké

Mouth & MacNeal 
- 7 weken: How Do You Do
- 6 weken: Hello-a

MØ 
- 2 weken: Lean On (met Major Lazer  & DJ Snake )

Mr. Big 
- 2 weken: To Be with You

Mr. Probz 
- 6 weken: Nothing Really Matters

Mud 
- 4 (1 & 3) weken: Dyna-mite
- 3 weken: Tiger Feet
- 1 week: The Cat Crept In
- 2 weken: Lonely This Christmas
- 2 weken: L'L'Lucy

Mungo Jerry 
- 5 weken: In the Summertime

de Munnik 
- 1 week: Kijk me na (met Keizer )

Murray Head 
- 2 weken: One Night in Bangkok

Musical Youth 
- 4 weken: Pass the Dutchie

Mýa 
- 3 weken: Ghetto Supastar (That Is What You Are) (met Pras Michel  & ODB )

## N
Nana Mouskouri 
- 5 weken: Only Love

Nate Ruess 
- 1 week: Just Give Me a Reason (met P!nk)

Nationaal Comité Inhuldiging 
- 1 week: Koningslied

Nazareth 
- 3 weken: Love Hurts

Het Nederlands Elftal 
- 4 weken: Nederland, die heeft de bal (met André van Duin )
- 3 weken: Wij ♥ Oranje (met André Hazes )

Nelly 
- 6 weken: Dilemma (met Kelly Rowland )

Nelly Furtado 
- 5 (3 & 2) weken: All Good Things (Come to an End)

Nena 
- 4 weken: 99 Luftballons (als band Nena)
- 4 weken: Anyplace, Anywhere, Anytime (met Kim Wilde )

Neneh Cherry 
- 2 weken: Buffalo Stance

Nick 
- 2 weken: Sterker nu dan ooit (met Thomas )

Nick & Simon 
- 1 week: Pak maar m'n hand
- 1 week: Hoe lang?
- 1 week: Vallende sterren
- 1 week: De dag dat alles beter is
- 1 week: Lippen op de mijne
- 3 weken: Het masker / Santa's Party
- 2 weken: Een nieuwe dag
- 1 week: Wijzer (dan je was) (Symphonica in Rosso-versie)
- 2 weken: Alles overwinnen
- 2 weken: Julia

Nicky Jam 
- 7 weken: El perdón (met Enrique Iglesias )

Nicole 
- 4 weken: Ein bißchen Frieden / Een beetje vrede

Nienke 
- 1 week: Het Huis Anubis

Nikki 
- 3 weken: Hello World

Ninthe 
- 2 weken: Zinloos (met Lange Frans & Baas B )

No Doubt 
- 7 weken: Don't Speak

No Mercy 
- 5 weken: When I Die

The Notorious B.I.G. 
- 2 weken: Mo Money Mo Problems (met Puff Daddy  & Ma$e )

Nova 
- 3 weken: Aurora

## O
Oh Oh Cherso 
- 1 week: Oh Oh Cherso

ODB 
- 3 weken: Ghetto Supastar (That Is What You Are) (met Pras Michel  & Mýa )

The Offspring 
- 3 weken: Pretty Fly (for a White Guy)

Olivia Newton-John 
- 8 weken: You're the One That I Want (met John Travolta )
- 4 weken: Hopelessly Devoted to You
- 1 week: Summer Nights (met John Travolta )
- 5 weken: Xanadu (met Electric Light Orchestra )

OMI 
- 10 (4 & 6) weken: Cheerleader (Felix Jaehn remix)

One Day Fly 
- 4 weken: I Wanna Be a One Day Fly

One Direction 
- 1 week: One Way or Another (Teenage Kicks)

The Opposites 
- 2 weken: Broodje bakpao (met Gers  & Sef )

Orchestral Manoeuvres in the Dark 
- 5 weken: Maid of Orleans (The Waltz Joan of Arc)

Oscar Harris 
- 2 weken: Soldier's Prayer (met The Twinkle Stars )

The Osmonds 
- 7 weken: Crazy Horses
- 2 weken: Down by the Lazy River

Ottawan 
- 1 week: D.I.S.C.O.

OutKast 
- 1 week: Ms. Jackson

O-Zone 
- 11 weken: Dragostea din teï

## P
P3 
- 1 week: PowNed!

The Partridge Family 
- 1 week: I Think I Love You

Party Animals 
- 1 week: Have You Ever Been Mellow
- 1 week: Hava Naquila
- 3 weken: Aquarius

The Pasadenas 
- 5 weken: Tribute (Right On)

Pat Benatar 
- 2 weken: Love Is a Battlefield

Patti LaBelle 
- 1 week: On My Own (met Michael McDonald )

Paul de Leeuw 
- 3 weken: Gebabbel (met Willeke Alberti ) / Vlieg met me mee (live)
- 9 weken: Ik wil niet dat je liegt / Waarheen waarvoor (als Annie de Rooy)

Paul Hardcastle 
- 5 (4 & 1) weken: 19

Paul Young 
- 4 weken: Love of the Common People

Percy Sledge 
- 3 weken: My Special Prayer

Peret 
- 8 weken: Borriquito...

Peter Frampton 
- 2 weken: Show Me the Way

Peter Koelewijn & zijn Rockets 
- 1 week: Klap maar in je handen

Peter Maffay 
- 5 weken: Du

Peter Tosh 
- 1 week: (You Gotta Walk) Don't Look Back (met Mick Jagger )

Pharrell Williams 
- 3 (1 & 2) weken: Blurred Lines (als Pharrell met Robin Thicke  & T.I. )
- 7 (1 & 2 & 1 & 2 & 1) weken: Happy

Ph.D. 
- 3 weken: I Won't Let You Down

Phil Collins 
- 4 weken: You Can't Hurry Love
- 1 week: Another Day in Paradise

Pia Zadora 
- 4 weken: When the Rain Begins to Fall (met Jermaine Jackson )

Piet Veerman 
- 4 weken: Sailin' Home

P!nk 
- 1 week: Just Give Me a Reason (met Nate Ruess)

Pitbull 
- 5 weken: Fireball (met John Ryan )

Plastic Ono Band 
- 2 weken: Give Peace a Chance

De Poema's 
- 2 weken: Zij maakt het verschil

The Pointer Sisters 
- 4 weken: Fire

The Police 
- 1 week: Every Little Thing She Does Is Magic

The Pop-Corn Makers 
- 2 weken: Popcorn

Les Poppys 
- 1 week: Non, non, rien n'a changé

Pras Michel 
- 3 weken: Ghetto Supastar (That Is What You Are) (met ODB  & Mýa )

Prince 
- 4 weken: Purple Rain (als Prince & The Revolution)
- 1 week The Most Beautiful Girl in the World (als O(+>)

Prince Mohammed 
- 4 (2 & 2) weken: Someone Loves You Honey (met June Lodge )

Procol Harum 
- 3 weken: A Whiter Shade of Pale

PSY 
- 2 weken: Gangnam Style

Puff Daddy 
- 9 weken: I'll Be Missing You (met Faith Evans  & 112 )
- 2 weken: Mo Money Mo Problems (met The Notorious B.I.G.  & Ma$e )

Pussycat 
- 4 weken: Mississippi
- 1 week: Georgie

## Q
Queen 
- 5 (3 & 2) weken: Bohemian Rhapsody / These Are the Days of Our Lives
- 3 weken: Somebody to Love
- 2 weken: Crazy Little Thing Called Love
- 3 weken: Under Pressure (met David Bowie )
- 2 weken: I Want to Break Free

Quintino 
- 1 week: Epic (met Sandro Silva )

Quiver 
- 4 weken: Arms of Mary (met Sutherland Brothers )

## R
Raffaëla 
- 6 weken: Right Here, Right Now

Raffish 
- 2 weken: Plaything

Randy Crawford 
- 1 week: One Day I'll Fly Away

Raymond van het Groenewoud 
- 5 weken: Liefde voor muziek

Rayvon 
- 7 weken: Angel (met Shaggy )

RED! 
- 1 week: Step into the Light

Redbone 
- 6 weken: We Were All Wounded at Wounded Knee

Red Hot Chili Peppers 
- 3 weken: Under the Bridge

Rednex 
- 1 week: Cotton Eye Joe

Reel 2 Real 
- 4 weken: I Like to Move It (met The Mad Stuntman )

R.E.M. 
- 3 weken: Losing My Religion

René Froger 
- 1 week: Alles kan een mens gelukkig maken (met Het Goede Doel )
- 1 week: Samen
- 1 week: Juich voor Nederland!

René Klijn 
- 6 weken: Mr. Blue

Rick Astley 
- 5 weken: Never Gonna Give You Up

Ricky L 
- 1 week: Born Again (Balearic soul mix) (met M:ck )

The Righteous Brothers 
- 2 weken: Unchained Melody

Rihanna 
- 6 (2 & 4) weken: Don't Stop the Music

Rikrok 
- 6 weken: It Wasn't Me (met Shaggy )

Rita Hovink 
- 1 week: Laat me alleen (met Gerard Joling )

De Riwi's 
- 2 weken: Manuela (met Jacques Herb )

R. Kelly 
- 8 (6 & 2) weken: If I Could Turn Back the Hands of Time

Robbie Williams 
- 1 week: Feel
- 1 week: Candy

Rob de Nijs 
- 5 weken: Banger hart

Robin Beck 
- 2 weken: First Time

Robin Gibb 
- 2 weken: Saved by the Bell

Robin Schulz 
- 6 weken: Prayer in C (Robin Schulz remix) (met Lilly Wood & The Prick )

Robin Thicke 
- 3 (1 & 2) weken: Blurred Lines (met T.I.  & Pharrell )

Rochelle 
- 1 week: No Air

The Rock Steady Crew 
- 4 weken: (Hey You) The Rock Steady Crew

Rockz 
- 1 week: Give (Extrema Outdoor theme 2009) (met G-Lontra  & Chelc-D )

Rod McKuen 
- 2 weken: Soldiers Who Want to Be Heroes

Rod Stewart 
- 3 weken: Sailing

Roger Glover and Guests 
- 2 weken: Love Is All

Roland Kaiser 
- 4 weken: Santa Maria

The Rolling Stones 
- 2 weken: Brown Sugar
- 2 weken: Angie
- 5 weken: Paint It Black

Ronnie Flex 
- 4 weken: Drank & drugs (met Lil' Kleine )

Roos van Erkel 
- 2 (1 & 1) weken: Sla je armen om me heen (met Jan Smit )

Roots Syndicate 
- 1 week: Mockin' Bird Hill

Roxette 
- 3 weken: Joyride

RTL Boulevard United
- 1 week: Koningin van alle mensen

Rubberen Robbie 
- 4 weken: De Nederlandse sterre die strale overal!

The Rubettes 
- 6 weken: Sugar Baby Love

Run-D.M.C. 
- 4 weken: It's Like That (met Jason Nevins )

Ryan Lewis 
- 1 week: Thrift Shop (met Macklemore  & Wanz )

Ryan Paris 
- 2 weken: Dolce vita

## S
Sak Noel 
- 3 weken: Loca People (La gente está muy loca)

Salt-n-Pepa 
- 2 weken: Push It
- 3 weken: Let's Talk About Sex

Sam Cooke 
- 5 weken: Wonderful World

Sammy Davis jr. 
- 2 weken: Baretta's Theme

Sandra van Nieuwland 
- 1 week: More
- 1 week: Keep Your Head Up
- 1 week: Beggin'
- 1 week: New Age
- 1 week: Venus

Sandro Silva 
- 1 week: Epic (met Quintino )

Schnappi 
- 3 weken: Schnappi, das kleine Krokodil

Scoop 
- 4 weken: Drop It

Scorpions 
- 3 weken: Wind of Change

Seal 
- 1 week: Crazy

Sean Paul 
- 1 week: Get Busy

Sef 
- 2 weken: Broodje bakpao (met The Opposites  & Gers )

Sharif Dean 
- 4 weken: Do You Love Me?

Scott Fitzgerald 
- 6 weken: If I Had Words (met Yvonne Keeley )

The Shadows 
- 1 week: Theme from The Deer Hunter (Cavatina)

Shaggy 
- 6 weken: It Wasn't Me (met Rikrok )
- 7 weken: Angel (met Rayvon )

Shakira 
- 10 weken: Whenever wherever
- 2 weken: Hips Don't Lie (met Wyclef Jean )
- 1 week: Beautiful Liar (met Beyoncé )

Sharon Kips 
- 3 weken: Heartbreak Away

Sheena Easton 
- 2 weken: For Your Eyes Only

Shirley & Company 
- 1 week: Shame, Shame, Shame

Shocking Blue 
- 2 weken: Never Marry a Railroad Man

The Shorts 
- 5 weken: Comment ça va

Siedah Garrett 
- 4 weken: I Just Can't Stop Loving You (met Michael Jackson )

Sieneke 
- 1 week: Ik ben verliefd (sha-la-lie)

Simon & Garfunkel 
- 4 weken: El cóndor pasa (If I Could)
- 1 week: Cecilia

Simple Minds 
- 2 weken : Belfast Child

Sinéad O'Connor 
- 7 weken: Nothing Compares 2 U

Sita 
- 2 weken: Happy
- 4 weken: Lopen op het water (met Marco )

Smokie 
- 2 weken: Living Next Door to Alice
- 3 weken: Lay Back in the Arms of Someone

De Smurfen 
- 7 weken: No Limit (met Irene Moors )

Snap! 
- 5 weken: The Power
- 2 weken: Rhythm Is a Dancer

Sniff 'n' the Tears 
- 2 weken: Driver's Seat

The Soca Boys 
- 2 weken: Follow the Leader (met Van B. King )

Soul II Soul 
- 2 weken: Back to Life (However Do You Want Me)

Spargo 
- 4 weken: You and Me

Spice Girls 
- 2 weken: Wannabe

Starmaker 
- 5 weken: Damn (I Think I Love You)

Stars on 45 
- 7 weken: Stars on 45
- 4 weken: Stars on 45 Proudly Presents The Star Sisters

Status Quo 
- 1 week: Down Down

Steve Miller Band 
- 2 weken: The Joker

Steve Rowland & The Family Dogg 
- 2 weken: Sympathy

Stevie Wonder 
- 1 week: I Just Called to Say I Love You

Stromae 
- 5 weken: Alors on danse

Studio Killers 
- 1 week: Ode to the Bouncer

Sunclub 
- 7 weken: Summer Jam 2003 (met The Underdog Project )

Supporters United 
- 1 week: Er zal d'r altijd eentje winnen (met Hans Kraay jr. )

Sutherland Brothers 
- 4 weken: Arms of Mary (met Quiver )

Swedish House Mafia 
- 1 week: Miami 2 Ibiza (met Tinie Tempah )

The Sweet 
- 3 weken: Funny Funny
- 4 weken: Poppa Joe
- 3 weken: Block Buster!

## T
Tammy Wynette 
- 2 weken: Stand By Your Man

Tavares 
- 5 weken: Heaven Must Be Missing an Angel

Taylor Dayne 
- 1 week: Tell It to My Heart

Tears for Fears 
- 5 weken: Shout

Technohead 
- 4 weken: I Wanna Be a Hippy

Tee Set 
- 1 week: She Likes Weeds

Thé Lau 
- 1 week: Zing voor me (met Lange Frans )

Theo Maassen 
- 2 weken: Lauwe pis (met De Kapotte Kontjes )

Thomas 
- 2 weken: Sterker nu dan ooit (met Nick )

Thomas Berge 
- 1 week: Kon ik maar even bij je zijn
- 1 week: Geen kerstfeest zonder jou

The Three Degrees 
- 4 weken: Dirty Ol' Man

T.I. 
- 3 (1 & 2) weken: Blurred Lines (met Robin Thicke  & Pharrell )

Ticket for Tibet 
- 1 week: Als je ooit nog eens terug kan

Tiësto 
- 1 week: Traffic

Tight Fit 
- 1 week: The Lion Sleeps Tonight

Tina Turner 
- 2 weken: Tonight (Live) (met David Bowie )

Tinie Tempah 
- 1 week: Miami 2 Ibiza (met Swedish House Mafia )

Tiziano Ferro 
- 3 weken: Perdono

Tol & Tol 
- 2 weken: Eleni

Tom & Dick 
- 3 weken: Bloody Mary

Tony Esposito 
- 5 weken: Papa chico

Tony Marshall 
- 1 week: Schöne Maid

Toy-Box 
- 4 weken: Best Friend

T'Pau 
- 4 weken: China in Your Hand

Treble 
- 1 week: Ramaganana

Triggerfinger 
- 9 weken: I Follow Rivers

Trijntje Oosterhuis 
- 2 weken: Ik zou het zo weer overdoen (met Marco Borsato )

Tumbleweeds 
- 1 week: Somewhere Between

The Twinkle Stars 
- 2 weken: Soldier's Prayer (met Oscar Harris )

Twarres 
- 7 weken: Wêr bisto

## U
U2 
- 2 weken: Beautiful Day
- 1 week: Elevation
- 2 weken: The Saints Are Coming (met Green Day )

UB40 
- 3 weken: Red Red Wine
- 1 week: Please Don't Make Me Cry
- 1 week: Sing Our Own Song
- 4 weken: (I Can't Help) Falling in Love with You

Ultravox 
- 4 weken: Vienna

The Underdog Project 
- 7 weken: Summer Jam 2003 (met Sunclub )

USA for Africa 
- 9 weken: We Are the World

Usher 
- 4 weken: Yeah! (met Lil' Jon  & Ludacris )

## V
Vader Abraham 
- 2 weken: Zou het erg zijn lieve opa (met Wilma )
- 1 week: Den Uyl is in den olie (met Boer Koekoek )
- 7 weken: 't Smurfenlied

Van B. King 
- 2 weken: Follow the Leader (met The Soca Boys )

Vangelis 
- 9 weken: Conquest of Paradise

Vanilla Ice 
- 6 weken: Ice Ice Baby

Vaya Con Dios 
- 4 weken: What's a Woman?

Vengaboys 
- 4 weken: Boom, Boom, Boom, Boom!!
- 6 weken: We're Going to Ibiza!

Vicky Leandros 
- 3 weken: Après toi
- 3 weken: Ich hab' die Liebe geseh'n

Village People 
- 3 weken: Y.M.C.A.
- 2 weken: In the Navy

Vince Mendoza 
- 1 week: Wereldwijd orkest (met Het Metropole Orkest  & diverse artiesten )

VOF de Kunst 
- 1 week: Suzanne

The voice of Holland 
- 1 week: One Thousand Voices

## W
Waldo de los Ríos 
- 3 weken: Mozart symphony no. 40 in G minor KV 550 (First movement) allegro molto

Wanz 
- 1 week: Thrift Shop (met Macklemore  & Ryan Lewis )

Wes 
- 8 weken: Alane

Wesley 
- 3 (2 & 1) weken: You Raise Me Up

Wet Wet Wet 
- 4 weken: Love Is All Around

Wham! 
- 1 week: Wake Me Up Before You Go-Go
- 3 weken: The Edge of Heaven

Whatnauts 
- 3 weken: Girls (met Moments )

Whitney Houston 
- 4 weken: I Wanna Dance with Somebody (Who Loves Me)
- 6 weken: I Will Always Love You

Willeke Alberti 
- 3 weken: Gebabbel (met Paul de Leeuw )

Willem Frederiks 
- 1 week: Samen voor altijd (met Marco Borsato , Jada Borsato , Lange Frans , Day Ewbank  & John Ewbank)

will.i.am 
- 5 weken: Scream & Shout (met Britney Spears )

Wilma 
- 2 weken: Zou het erg zijn lieve opa (met Vader Abraham )

Wings 
- 5 weken: Mull of Kintyre

The Wiz Stars 
- 5 weken: A Brand New Day (met Diana Ross  & Michael Jackson )

Wolter Kroes 
- 2 weken: Viva Hollandia (EK versie)
- 1 week: Ik ben je prooi (uit Utopia) (met Isabella )

Womack & Womack 
- 7 weken: Teardrops (Remix)

Wyclef Jean 
- 2 weken: Hips Don't Lie (met Shakira )

## Y
Yazz & the Plastic Population 
- 4 weken: The Only Way Is Up

Yolanda Be Cool 
- 7 weken: We No Speak Americano (met DCUP )

The Young Ones 
- 4 weken: Living Doll (met Cliff Richard )

Yvonne Keeley 
- 6 weken: If I Had Words (met Scott Fitzgerald )

## Z
Zager & Evans 
- 2 weken: In the Year 2525

Lijsten van nummer 1-hits in de Nederlandse Top 40

1965 ·
1966 ·
1967 ·
1968 ·
1969 ·
1970 ·
1971 ·
1972 ·
1973 ·
1974 ·
1975 ·
1976 ·
1977 ·
1978 ·
1979 ·
1980 ·
1981 ·
1982 ·
1983 ·
1984 ·
1985 ·
1986 ·
1987 ·
1988 ·
1989 ·
1990 ·
1991 ·
1992 ·
1993 ·
1994 ·
1995 ·
1996 ·
1997 ·
1998 ·
1999 ·
2000 ·
2001 ·
2002 ·
2003 ·
2004 ·
2005 ·
2006 ·
2007 ·
2008 ·
2009 ·
2010 ·
2011 ·
2012 ·
2013 ·
2014 ·
2015 ·
2016 ·
2017 ·
2018 ·
2019 ·
2020 ·
2021 ·
2022 ·
2023 ·
2024 ·
2025

Lijsten van nummer 1-hits in de Nederlandse Single Top 100

1969 ·
1970 ·
1971 ·
1972 ·
1973 ·
1974 ·
1975 ·
1976 ·
1977 ·
1978 ·
1979 ·
1980 ·
1981 ·
1982 ·
1983 ·
1984 ·
1985 ·
1986 ·
1987 ·
1988 ·
1989 ·
1990 ·
1991 ·
1992 ·
1993 ·
1994 ·
1995 ·
1996 ·
1997 ·
1998 ·
1999 ·
2000 ·
2001 ·
2002 ·
2003 ·
2004 ·
2005 ·
2006 ·
2007 ·
2008 ·
2009 ·
2010 ·
2011 ·
2012 ·
2013 ·
2014 ·
2015 ·
2016 ·
2017 ·
2018 ·
2019 ·
2020 ·
2021 ·
2022 ·
2023 ·
2024 ·
2025

Lijsten van nummer 1-hits in de 538 Top 50

2019 ·
2020 ·
2021 ·
2022 ·
2023 ·
2024 ·
2025